# Kwalifikacyjne turnieje interkontynentalne w piłce siatkowej mężczyzn do Letnich Igrzysk Olimpijskich 2008
Turnieje interkontynentalne do Letnich Igrzysk Olimpijskich w Pekinie odbyły się w trzech miastach:
- Düsseldorfie (23-25 maja 2008),
- Espinho (30 maja – 1 czerwca 2008),
- Tokio (31 maja – 8 czerwca 2008).

Turniej w Tokio jest jednocześnie kwalifikacją Azji (awansuje pierwsza drużyna w tabeli i najlepsza drużyna azjatycka).

## System rozgrywek
- W zawodach brało udział 16 zespołów.
- Zespoły zostały podzielone na 3 grupy: dwie 4-drużynowe i jedną 8-drużynową.
- W grupach mecze rozegrane zostały systemem "każdy z każdym".
- Na igrzyska olimpijskie awansowali zwycięzcy grup oraz z grupy 8-drużynowej najlepsza reprezentacja z Azji.
- Przy ustalaniu kolejności zespołów w tabeli decydowały: punkty i liczba meczów wygranych, współczynnik punktowy (iloraz punktów zdobytych do straconych), współczynnik setowy (iloraz setów zdobytych do straconych).

Każdy zespół mógł zgłosić 12 zawodników do Turnieju. Nie ma możliwości późniejszej zmiany zgłoszonych zawodników, nawet w przypadku kontuzji któregoś z nich.

## Drużyny uczestniczące
- Gospodarze:
  -  Japonia
  -  Niemcy
  -  Portugalia
- Afryka:
  -  Algieria ¹
- Azja:
  -  Australia
  -  Indonezja
  -  Iran
  -  Korea Południowa
  -  Tajlandia
  -  Chińskie Tajpej
- Europa:
  -  Hiszpania
  -  Polska
  -  Włochy
- Ameryka Północna:
  -  Kuba
  -  Portoryko
- Ameryka Południowa:
  -  Argentyna

¹ Zastąpiła reprezentację  Tunezji.

## I Światowy Turniej Kwalifikacyjny – Düsseldorf

### Tabela
| Poz. | Reprezentacja   | Pkt | Mecze | Mecze | Mecze | Małe punkty | Małe punkty | Małe punkty | Sety | Sety | Sety  |
| Poz. | Reprezentacja   | Pkt | M     | Z     | P     | zdob.       | str.        | ratio       | wyg. | prz. | ratio |
| ---- | --------------- | --- | ----- | ----- | ----- | ----------- | ----------- | ----------- | ---- | ---- | ----- |
| 1    | Niemcy          | 6   | 3     | 3     | 0     | 295         | 257         | 1,148       | 9    | 4    | 2,250 |
| 2    | Kuba            | 5   | 3     | 2     | 1     | 271         | 238         | 1,139       | 8    | 4    | 2,000 |
| 3    | Hiszpania       | 4   | 3     | 1     | 2     | 284         | 282         | 1,007       | 6    | 7    | 0,857 |
| 4    | Chińskie Tajpej | 3   | 3     | 0     | 3     | 177         | 248         | 0,714       | 1    | 9    | 0,111 |

Legenda: Poz. – pozycja, Pkt – liczba punktów, M – liczba meczów, Z – mecze wygrane, P – mecze przegrane, zdob. – małe punkty zdobyte, str. – małe punkty stracone, wyg. – sety wygrane, prz. – sety przegrane

### Wyniki
| 23 maja 2008 |

|  | Chińskie Tajpej | 0:3(18:25, 13:25, 17:25) | Niemcy |  |
|  |                 | 0:3(18:25, 13:25, 17:25) |        |  |

|  | Hiszpania | 1:3(18:25, 25:18, 20:25, 17:25) | Kuba |  |
|  |           | 1:3(18:25, 25:18, 20:25, 17:25) |      |  |

| 24 maja 2008 |

|  | Hiszpania | 3:1(25:19, 25:15, 23:25, 25:20) | Chińskie Tajpej |  |
|  |           | 3:1(25:19, 25:15, 23:25, 25:20) |                 |  |

|  | Kuba | 2:3(26:24, 25:21, 21:25, 18:25, 13:15) | Niemcy |  |
|  |      | 2:3(26:24, 25:21, 21:25, 18:25, 13:15) |        |  |

| 25 maja 2008 |

|  | Chińskie Tajpej | 0:3(14:25, 18:25, 16:25) | Kuba |  |
|  |                 | 0:3(14:25, 18:25, 16:25) |      |  |

|  | Niemcy | 3:2(25:23, 25:23, 23:25, 22:25, 15:10) | Hiszpania |  |
|  |        | 3:2(25:23, 25:23, 23:25, 22:25, 15:10) |           |  |

### Nagrody indywidualne
| Najlepszy punktujący | Najlepszy atakujący  | Najlepszy blokujący    | Najlepszy zagrywający | Najlepszy libero          | Najlepszy rozgrywający | Najlepszy przyjmujący  |
| -------------------- | -------------------- | ---------------------- | --------------------- | ------------------------- | ---------------------- | ---------------------- |
| Jochen Schöps        | Joandry Leal Hidalgo | Odelvis Dominico Speek | Joandry Leal Hidalgo  | José Alexis Valido Moreno | Oreol Camejo           | Keibel Gutiérrez Torna |

## II Światowy Turniej Kwalifikacyjny – Espinho

### Tabela
| Poz. | Reprezentacja | Pkt | Mecze | Mecze | Mecze | Małe punkty | Małe punkty | Małe punkty | Sety | Sety | Sety  |
| Poz. | Reprezentacja | Pkt | M     | Z     | P     | zdob.       | str.        | ratio       | wyg. | prz. | ratio |
| ---- | ------------- | --- | ----- | ----- | ----- | ----------- | ----------- | ----------- | ---- | ---- | ----- |
| 1    | Polska        | 6   | 3     | 3     | 0     | 226         | 179         | 1,263       | 9    | 0    | MAX   |
| 2    | Portugalia    | 5   | 3     | 2     | 1     | 236         | 206         | 1,146       | 6    | 4    | 1,500 |
| 3    | Portoryko     | 4   | 3     | 1     | 2     | 199         | 236         | 0,843       | 4    | 6    | 0,667 |
| 4    | Indonezja     | 3   | 3     | 0     | 3     | 185         | 225         | 0,822       | 0    | 9    | 0,000 |

Legenda: Poz. – pozycja, Pkt – liczba punktów, M – liczba meczów, Z – mecze wygrane, P – mecze przegrane, zdob. – małe punkty zdobyte, str. – małe punkty stracone, wyg. – sety wygrane, prz. – sety przegrane

### Wyniki
| 30 maja 2008 |

|  | Indonezja | 0:3(23:25, 17:25, 21:25) | Portugalia |  |
|  |           | 0:3(23:25, 17:25, 21:25) |            |  |

|  | Polska | 3:0(25:23, 25:18, 25:14) | Portoryko |  |
|  |        | 3:0(25:23, 25:18, 25:14) |           |  |

| 31 maja 2008 |

|  | Indonezja | 0:3(20:25, 17:25, 23:25) | Polska |  |
|  |           | 0:3(20:25, 17:25, 23:25) |        |  |

|  | Portugalia | 3:1(25:15, 22:25, 25:11, 25:18) | Portoryko |  |
|  |            | 3:1(25:15, 22:25, 25:11, 25:18) |           |  |

| 1 czerwca 2008 |

|  | Portoryko | 3:0(25:21, 25:21, 25:22) | Indonezja |  |
|  |           | 3:0(25:21, 25:21, 25:22) |           |  |

|  | Portugalia | 0:3(21:25, 19:25, 24:26) | Polska |  |
|  |            | 0:3(21:25, 19:25, 24:26) |        |  |

### Nagrody indywidualne
| Najlepszy punktujący | Najlepszy atakujący | Najlepszy blokujący | Najlepszy zagrywający | Najlepszy libero | Najlepszy rozgrywający | Najlepszy przyjmujący |
| -------------------- | ------------------- | ------------------- | --------------------- | ---------------- | ---------------------- | --------------------- |
| Hugo Gaspar          | Flávio Cruz         | Daniel Pliński      | Sebastian Świderski   | Carlos Teixeira  | Nuno Pinheiro          | Victor Rivera         |

## III Światowy Turniej Kwalifikacyjny – Tokio

### Tabela
| Poz. | Reprezentacja    | Pkt | Mecze | Mecze | Mecze | Małe punkty | Małe punkty | Małe punkty | Sety | Sety | Sety  |
| Poz. | Reprezentacja    | Pkt | M     | Z     | P     | zdob.       | str.        | ratio       | wyg. | prz. | ratio |
| ---- | ---------------- | --- | ----- | ----- | ----- | ----------- | ----------- | ----------- | ---- | ---- | ----- |
| 1    | Włochy           | 14  | 7     | 7     | 0     | 615         | 483         | 1,273       | 21   | 4    | 5,250 |
| 2    | Japonia          | 13  | 7     | 6     | 1     | 659         | 584         | 1,128       | 20   | 7    | 2,857 |
| 3    | Korea Południowa | 11  | 7     | 4     | 3     | 622         | 584         | 1,065       | 14   | 13   | 1,077 |
| 4    | Argentyna        | 11  | 7     | 4     | 3     | 598         | 589         | 1,015       | 16   | 11   | 1,455 |
| 5    | Australia        | 10  | 7     | 3     | 4     | 522         | 526         | 0,992       | 11   | 13   | 0,846 |
| 6    | Iran             | 9   | 7     | 2     | 5     | 597         | 630         | 0,948       | 11   | 16   | 0,688 |
| 7    | Algieria         | 9   | 7     | 2     | 5     | 501         | 578         | 0,867       | 7    | 17   | 0,412 |
| 8    | Tajlandia        | 7   | 7     | 0     | 7     | 425         | 565         | 0,752       | 2    | 21   | 0,095 |

Legenda: Poz. – pozycja, Pkt – liczba punktów, M – liczba meczów, Z – mecze wygrane, P – mecze przegrane, zdob. – małe punkty zdobyte, str. – małe punkty stracone, wyg. – sety wygrane, prz. – sety przegrane

### Wyniki
| 31 maja 2008 |

|  | Australia | 3:0(25:12, 25:15, 25:14) | Tajlandia |  |
|  |           | 3:0(25:12, 25:15, 25:14) |           |  |

|  | Korea Południowa | 1:3(25:16, 23:25, 23:25, 27:29) | Argentyna |  |
|  |                  | 1:3(25:16, 23:25, 23:25, 27:29) |           |  |

|  | Algieria | 3:2(35:37, 18:25, 25:21, 27:25, 19:17) | Iran |  |
|  |          | 3:2(35:37, 18:25, 25:21, 27:25, 19:17) |      |  |

|  | Włochy | 3:2(25:20, 28:30, 28:30, 35:33, 15:7) | Japonia |  |
|  |        | 3:2(25:20, 28:30, 28:30, 35:33, 15:7) |         |  |

| 1 czerwca 2008 |

|  | Tajlandia | 0:3(23:25, 21:25, 15:25) | Algieria |  |
|  |           | 0:3(23:25, 21:25, 15:25) |          |  |

|  | Argentyna | 0:3(16:25, 20:25, 18:25) | Australia |  |
|  |           | 0:3(16:25, 20:25, 18:25) |           |  |

|  | Włochy | 3:0(25:18, 25:17, 25:21) | Korea Południowa |  |
|  |        | 3:0(25:18, 25:17, 25:21) |                  |  |

|  | Japonia | 3:1(25:19, 25:17, 23:25, 25:22) | Iran |  |
|  |         | 3:1(25:19, 25:17, 23:25, 25:22) |      |  |

| 3 czerwca 2008 |

|  | Algieria | 0:3(18:25, 24:26, 22:25) | Argentyna |  |
|  |          | 0:3(18:25, 24:26, 22:25) |           |  |

|  | Australia | 0:3(17:25, 9:25, 16:25) | Włochy |  |
|  |           | 0:3(17:25, 9:25, 16:25) |        |  |

|  | Iran | 3:1(19:25, 25:15, 25:23, 25:14) | Tajlandia |  |
|  |      | 3:1(19:25, 25:15, 25:23, 25:14) |           |  |

|  | Korea Południowa | 1:3(21:25, 25:21, 23:25, 19:25) | Japonia |  |
|  |                  | 1:3(21:25, 25:21, 23:25, 19:25) |         |  |

| 4 czerwca 2008 |

|  | Argentyna | 3:1(25:27, 27:25, 25:19, 25:9) | Iran |  |
|  |           | 3:1(25:27, 27:25, 25:19, 25:9) |      |  |

|  | Korea Południowa | 3:2(27:29, 25:21, 21:25, 25:20, 15:10) | Australia |  |
|  |                  | 3:2(27:29, 25:21, 21:25, 25:20, 15:10) |           |  |

|  | Włochy | 3:0(25:15, 25:21, 25:20) | Algieria |  |
|  |        | 3:0(25:15, 25:21, 25:20) |          |  |

|  | Japonia | 3:0(25:23, 25:14, 25:16) | Tajlandia |  |
|  |         | 3:0(25:23, 25:14, 25:16) |           |  |

| 6 czerwca 2008 |

|  | Tajlandia | 0:3(15:25, 20:25, 16:25) | Argentyna |  |
|  |           | 0:3(15:25, 20:25, 16:25) |           |  |

|  | Iran | 0:3(16:25, 20:25, 18:25) | Włochy |  |
|  |      | 0:3(16:25, 20:25, 18:25) |        |  |

|  | Algieria | 0:3(9:25, 19:25, 17:25) | Korea Południowa |  |
|  |          | 0:3(9:25, 19:25, 17:25) |                  |  |

|  | Australia | 0:3(22:25, 26:28, 27:29) | Japonia |  |
|  |           | 0:3(22:25, 26:28, 27:29) |         |  |

| 7 czerwca 2008 |

|  | Korea Południowa | 3:1(25:19, 25:20, 22:25, 25:22) | Iran |  |
|  |                  | 3:1(25:19, 25:20, 22:25, 25:22) |      |  |

|  | Australia | 3:1(25:22, 25:19, 18:25, 25:20) | Algieria |  |
|  |           | 3:1(25:22, 25:19, 18:25, 25:20) |          |  |

|  | Włochy | 3:0(25:19, 25:19, 26:24) | Tajlandia |  |
|  |        | 3:0(25:19, 25:19, 26:24) |           |  |

|  | Japonia | 3:2(26:28, 25:13, 25:19, 17:25, 20:18) | Argentyna |  |
|  |         | 3:2(26:28, 25:13, 25:19, 17:25, 20:18) |           |  |

| 8 czerwca 2008 |

|  | Tajlandia | 1:3(18:25, 25:20, 18:25, 21:25) | Korea Południowa |  |
|  |           | 1:3(18:25, 25:20, 18:25, 21:25) |                  |  |

|  | Iran | 3:0(25:18, 25:16, 25:23) | Australia |  |
|  |      | 3:0(25:18, 25:16, 25:23) |           |  |

|  | Argentyna | 2:3(19:25, 19:25, 25:22, 25:21, 5:15) | Włochy |  |
|  |           | 2:3(19:25, 19:25, 25:22, 25:21, 5:15) |        |  |

|  | Algieria | 0:3(20:25, 13:25, 18:25) | Japonia |  |
|  |          | 0:3(20:25, 13:25, 18:25) |         |  |

### Nagrody indywidualne
| Najlepszy punktujący | Najlepszy atakujący | Najlepszy blokujący | Najlepszy zagrywający | Najlepszy libero     | Najlepszy rozgrywający | Najlepszy przyjmujący |
| -------------------- | ------------------- | ------------------- | --------------------- | -------------------- | ---------------------- | --------------------- |
| Takahiro Yamamoto    | Alessandro Fei      | Mohammad Musawi     | Takahiro Yamamoto     | Katsutoshi Tsumagari | Sa’id Maruf            | Suk Jin-wook          |